# Lista hrabstw w stanie Maryland
Lista hrabstw w stanie Maryland zawiera 23 hrabstwa oraz miasto Baltimore, które od 1851 roku na mocy konstytucji stanu Maryland posiada takie same prawa jak wszystkie hrabstwa.

## Lista alfabetyczna
| Nazwa                    | Kod FIPS | Siedziba         | Rok utworzenia | Powierzchnia całkowita (km²) | Powierzchnia lądowa (km²) | Populacja (2000) | Gęstość zaludnienia (os/km²) (2000) | Położenie na mapie |
| ------------------------ | -------- | ---------------- | -------------- | ---------------------------- | ------------------------- | ---------------- | ----------------------------------- | ------------------ |
| hrabstwo Allegany        | 24001    | Cumberland       | 1789           | 1113                         | 1102                      | 74930            | 68                                  |                    |
| hrabstwo Anne Arundel    | 24003    | Annapolis        | 1650           | 1523                         | 1077                      | 489656           | 455                                 |                    |
| hrabstwo Baltimore       | 24005    | Towson           | 1659           | 1766                         | 1550                      | 754292           | 487                                 |                    |
| miasto Baltimore         | 24510    | Baltimore        | 1851           | 238                          | 209                       | 651154           | 3111                                |                    |
| hrabstwo Calvert         | 24009    | Prince Frederick | 1654           | 894                          | 557                       | 74563            | 134                                 |                    |
| hrabstwo Caroline        | 24011    | Denton           | 1773           | 844                          | 829                       | 29772            | 36                                  |                    |
| hrabstwo Carroll         | 24013    | Westminster      | 1837           | 1172                         | 1163                      | 150897           | 130                                 |                    |
| hrabstwo Cecil           | 24015    | Elkton           | 1672           | 1082                         | 902                       | 85951            | 95                                  |                    |
| hrabstwo Charles         | 24017    | La Plata         | 1658           | 1666                         | 1194                      | 120546           | 101                                 |                    |
| hrabstwo Dorchester      | 24019    | Cambridge        | 1668           | 2546                         | 1444                      | 30674            | 21                                  |                    |
| hrabstwo Frederick       | 24021    | Frederick        | 1748           | 1728                         | 1717                      | 195277           | 114                                 |                    |
| hrabstwo Garrett         | 24023    | Oakland          | 1872           | 1699                         | 1678                      | 29846            | 18                                  |                    |
| hrabstwo Harford         | 24025    | Bel Air          | 1773           | 1364                         | 1141                      | 218590           | 192                                 |                    |
| hrabstwo Howard          | 24027    | Ellicott City    | 1851           | 657                          | 653                       | 247842           | 380                                 |                    |
| hrabstwo Kent            | 24029    | Chestertown      | 1642           | 1073                         | 724                       | 19197            | 27                                  |                    |
| hrabstwo Montgomery      | 24031    | Rockville        | 1776           | 1313                         | 1283                      | 873341           | 681                                 |                    |
| hrabstwo Prince George’s | 24033    | Upper Marlboro   | 1696           | 1291                         | 1257                      | 801515           | 637                                 |                    |
| hrabstwo Queen Anne’s    | 24035    | Centreville      | 1706           | 1320                         | 964                       | 40563            | 42                                  |                    |
| hrabstwo Saint Mary’s    | 24037    | Leonardtown      | 1637           | 1980                         | 936                       | 86211            | 92                                  |                    |
| hrabstwo Somerset        | 24039    | Princess Anne    | 1666           | 1582                         | 847                       | 24747            | 29                                  |                    |
| hrabstwo Talbot          | 24041    | Easton           | 1662           | 1235                         | 697                       | 33812            | 48                                  |                    |
| hrabstwo Washington      | 24043    | Hagerstown       | 1776           | 1211                         | 1187                      | 131923           | 111                                 |                    |
| hrabstwo Wicomico        | 24045    | Salisbury        | 1867           | 1035                         | 977                       | 84644            | 87                                  |                    |
| hrabstwo Worcester       | 24047    | Snow Hill        | 1742           | 1799                         | 1226                      | 46543            | 38                                  |                    |